# (4817) Gliba
(4817) Gliba – planetoida z głównego pasa planetoid okrążająca Słońce w ciągu 3,60 lat w średniej odległości 2,35 au. Odkrył ją Henri Debehogne 27 lutego 1984 roku w Europejskim Obserwatorium Południowym. Planetoida została nazwana na cześć George’a Gliby (ur. 1948), założyciela lokalnego stowarzyszenia astronomicznego Chagrin Valley Astronomical Society, pracownika Centrum Lotów Kosmicznych imienia Roberta H. Goddarda, obserwatora meteorów i komet, a także konstruktora teleskopów.